# The Best of the Savoy-Doucet Cajun Band
| Recensione | Giudizio |
| ---------- | -------- |
| AllMusic   | [ 1 ]    |

The Best of the Savoy-Doucet Cajun Band è una compilation su CD a neme della Savoy-Doucet Cajun Band, pubblicato dall'etichetta discografica Arhoolie Records nel 2002.

## Tracce
Brani tradizionali, eccetto dove indicato.
1. Quelle etoille (Which Star) – 3:24 – Voce: Ann Savoy
2. La valse de vachers (The Cowboy Waltz) – 4:19 – Voce: Michael Doucet
3. Perrodin Two-Step – 4:29 – Strumentale
4. The Kaplan Waltz – 4:05 – Voce: Ann Savoy
5. Chère bassette – 2:59 – Voce: Ann Savoy (con fiddle e chitarra)
6. One-Step de chameau – 4:02 – Voce: Michael Doucet
7. Jolies joues roses (Pretty Pink Cheeks) – 3:47 (Austin Pitre) – Voce: Ann Savoy
8. Happy One Step – 1:37 – Strumentale
9. Reno Waltz – 3:42 – Voci: Marc e Ann Savoy
10. Port Arthur Blues – 3:23 – Voce: Michael Doucet
11. Attention, c'est mon coeur qui va casser (Be Careful, You're Breaking My Heart) – 4:18 (Aldus Roger) – Voce: Ann Savoy
12. Amédé Two Step (Two Step for Amédé Ardoin) – 5:32 (Marc Savoy) – Strumentale
13. Lawtell Waltz – 3:41 – Voce: Ann Savoy (con chitarra e due fiddles)
14. La valse du malchanceux (The Unlucky Waltz) – 5:16 (Lawrence Walker) – Voce: Michael Doucet
15. Lapin dans son nique (Rabbit in It's Nest) – 4:21 – Voce: Ann Savoy
16. She Made Me Lose My Mind – 3:16 (Marc Savoy) – Voce: Ann Savoy
17. 'Tits yeux noirs (Little Black Eyes) – 3:53 – Voci: Marc e Ann Savoy
18. Le gros guime a Sam (Sam's Big Rooster) – 4:00 (Marc Savoy) – Voce: Marc Savoy
19. Good-bye, yeux bruns (Good-bye, Brown Eyes) – 2:52 – Voce: Ann Savoy (con chitarra e fiddle)

## Musicisti
- Marc Savoy - accordion
- Marc Savoy - fiddle (brano: Lawtell Waltz)
- Ann Savoy - chitarra
- Michael Doucet - fiddle
- Tina Pilione - basso (brani: #1, #6, #7, #8, #13 e #15)
- Beth Weil - basso (brani: #4 e #19)
- Joel Savoy - basso (brani: #11, #16 e #18)
- Doug Lohman - basso (brano: #12)
- Billy Wilson - basso (brano: #14)
- Paul Laughridge - batteria (brano: Amédé Two Step)